# Дубровка (сельское поселение деревня Дубровка)
Ду́бровка — деревня в Думиничском районе Калужской области России, административный центр сельского поселения «Деревня Дубровка».

Братская могила

## История
Село образовалось не позднее начала XV века на холме в болотистой местности. Своё название получило от произрастающих рядом дубовых лесов. В конце XIX века через село прошла железная дорога Сухиничи—Брянск.
С середины XIX века и до 1917 года в Дубровке располагалась помещичья усадьба Челищевых.
В 1832 году построена церковь Преображения Господня: кирпичный храм с трапезной с приделами Алексия митрополита и царицы Александры и многоярусной колокольней. Построен в стиле классицизма вместо деревянного на средства помещика А. Г. Королева и церкви. Четверик, украшенный боковыми портиками, вероятно, завершался ротондой. Закрыт в 1935, здание использовалось под нужды колхоза. Повреждён в годы войны.
В 1878 в Дубровке числится: 127 дворов, 695 жителей, школа, лавка, 2 постоялых двора, сыроварня, 2 торжка.
В 1930 образован колхоз «Красный путь» (с 1931 — имени Беднова, в честь убитого кулаками председателя сельсовета). С 1950 колхоз назывался «Путь Сталина», с 1961 — «Путь к коммунизму», в 1969 присоединен к совхозу «Паликовский» (Дубровская бригада).
В 1935 начала работать Дубровская Машинно-тракторная станция (первый директор — Антон Ефимович Мосин).
До войны в селе стояла церковь в честь Преображения Господня, которая впоследствии была разрушена.
До войны в Дубровке работала больница. В 1956 она была восстановлена, в ней было три отделения: родильное, терапевтическое и инфекционное, и стационар на 15 коек. Затем её перепрофилировали в туберкулезную больницу, а в 1986 г. закрыли.
В 1958 Дубровская МТС преобразована в Думиничскую сельхозтехнику. Для неё построили новую базу в километре от с. Дубровка. Рядом с этим предприятием вырос небольшой поселок.
В октябре 1941 года село было оккупировано фашистскими войсками. Дубровка находились в оккупации около двух лет и несколько раз занималась попеременно то советскими, то немецкими войсками. Вместе с Речицей была освобождена 21 июля 1943 года. В освобождении участвовали 11-я гвардейская и 50-я армии под командованием И. В. Болдина и И. Х. Баграмяна.
По свидетельству очевидцев, в д. Дубровке, в 1942 г. гитлеровцы расстреляли много пленных советских воинов. Крестьяне похоронили их в центре деревни, создав таким образом братскую могилу. На могиле был установлен небольшой скромный памятник. В 1955—1956 гг. в эту могилу были перенесены останки погибших из одиночных и небольших братских могил в населённых пунктах Колчевка, Красногорье, Речица, Роте Фане. В 1969 году был реконструирован могильный холм и установлен новый памятник. На трёхступенчатом постаменте из кирпича и бетона установлена скульптура солдата в полный рост. У подножия могильного холма разбит цветник. Территория могилы обнесена металлической оградой. Всего в могиле похоронено 805 воинов. «Книга Памяти Калужской области»

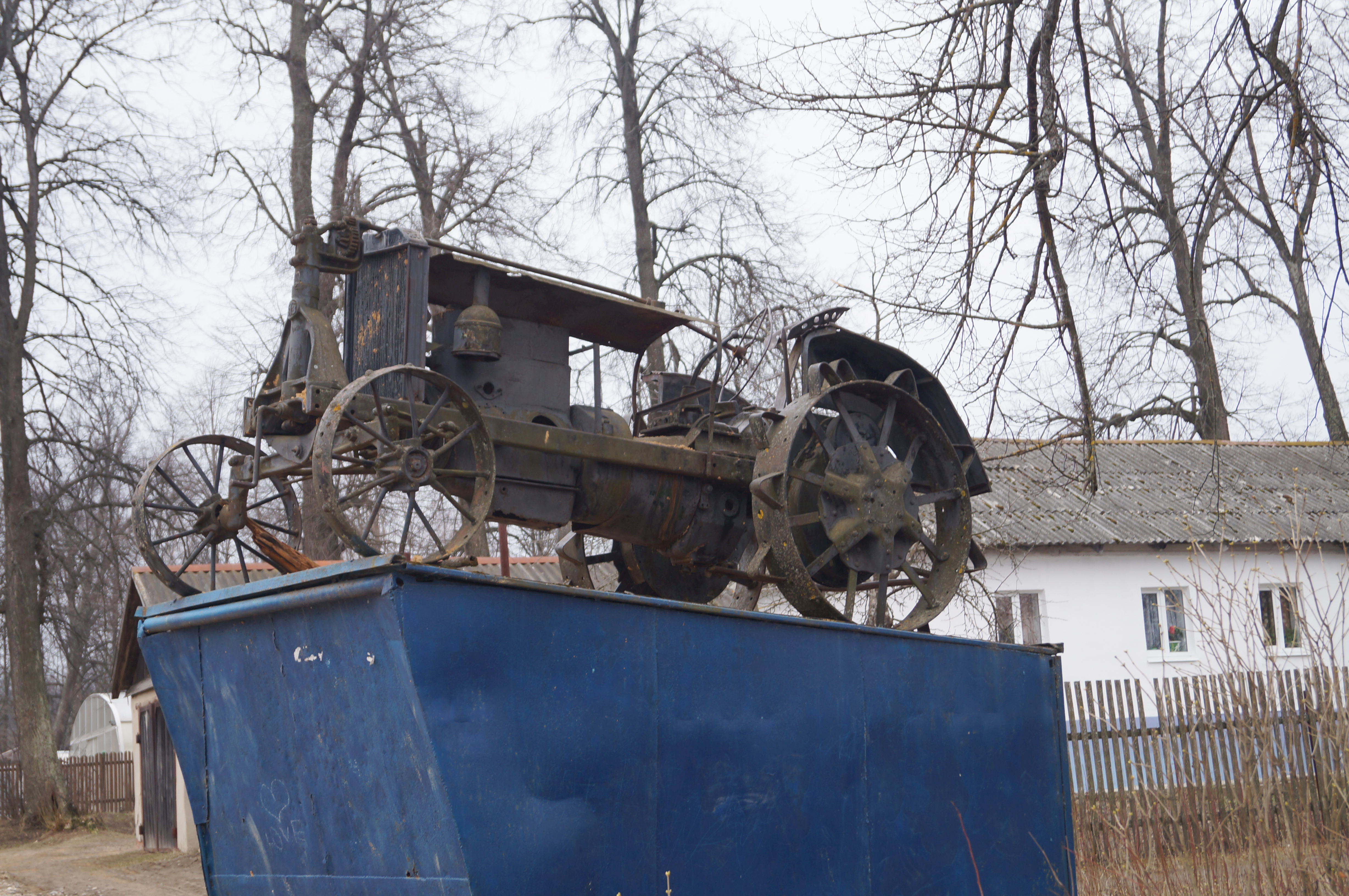
Памятник трактору в п. Сельхозтехника

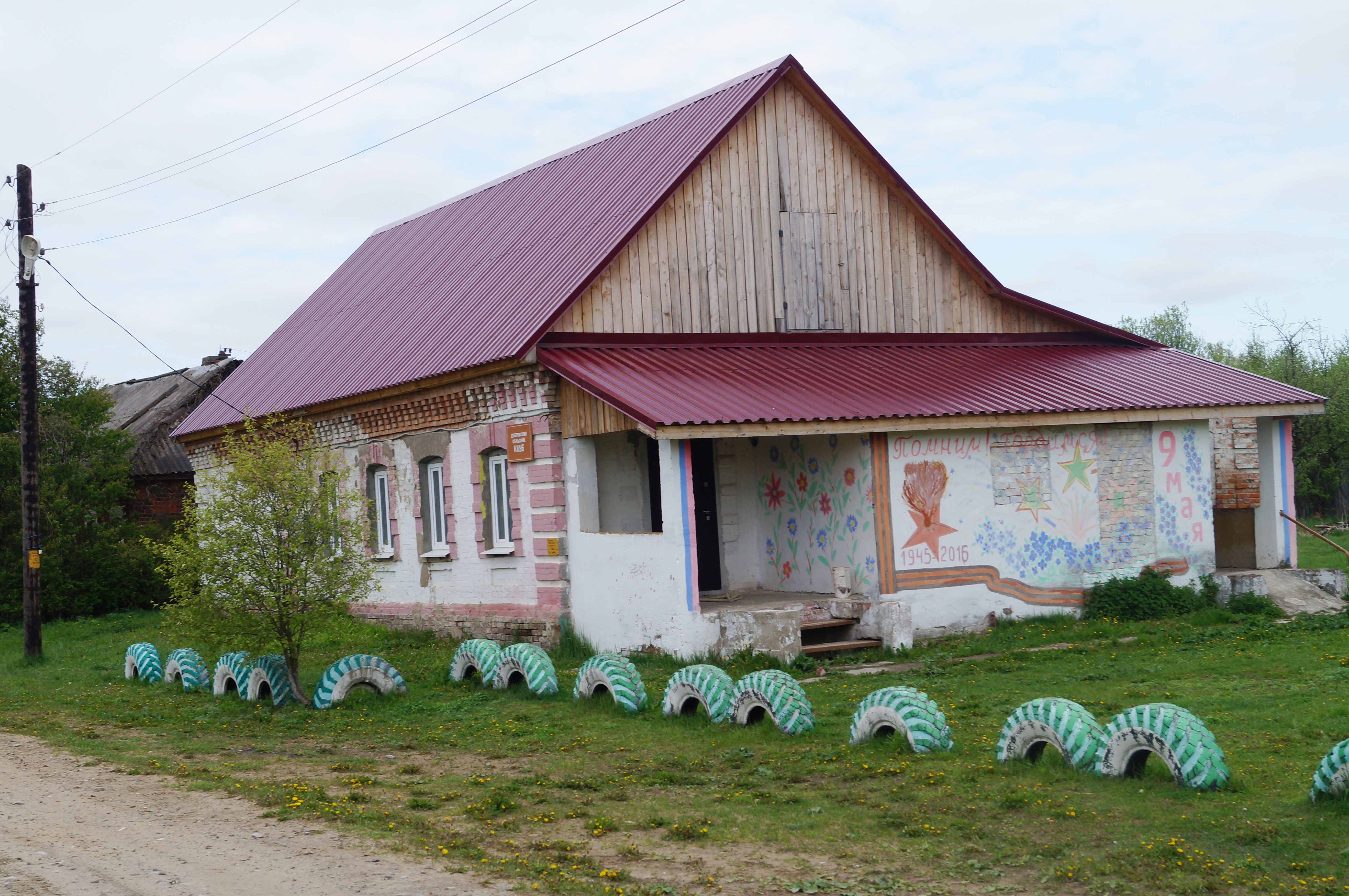
Дубровка, сельский клуб

Дубровская бригада совхоз «Паликовский» ликвидирована в 1997 г., сам совхоз обанкрочен в 2000 г. В 2007 г. закрыта Дубровская школа. В 2014 г. закрыт детский приют (здание признано не соответствующим пожарным требованиям).

## Предприятия и организации
- Дубровский приют для детей и подростков
- Фермерское х-во Н. М. Балакина (картофелеводство, свиноводство)
- Фермерское хозяйство Ю. Н. Ермакова (картофелеводство, прудовое рыбоводство)

## Население
| 2002 | 2010 |
| ---- | ---- |
| 150  | ↘115 |

## Знаменитые земляки
- В Дубровке родился известный художник-сюрреалист Павел Челищев (1898—1957).
- В Дубровке родился известный учёный-химик В. Ф. Евстратов.